# Sympiesis marilandia
Sympiesis marilandia är en stekelart som beskrevs av Girault 1917. Sympiesis marilandia ingår i släktet Sympiesis och familjen finglanssteklar. Inga underarter finns listade i Catalogue of Life.